# Golfinho-de-laterais-brancas-do-pacífico
O golfinho-de-laterais-brancas-do-pacífico (Lagenorhynchus obliquidens) é um cetáceo da família dos delfinídeos encontrado nas águas temperadas frias do Pacífico Norte.